# Zásnuby na dobu neurčitou
Zásnuby na dobu neurčitou (v originále The Five-Year Engagement) je romantická komedie z roku 2012 od režiséra Nicholase Stollera. Film měl v Americe premiéru 27. dubna 2012 a v Česku měl premiéru 21. června 2012. 

## Obsazení
| Jason Segel    | Tom Solomon           |
| Emily Bluntová | Violet Barnes         |
| Chris Pratt    | Alex Eilhauer         |
| Alison Brie    | Suzie Barnes-Eilhauer |
| Lauren Weedman | Chef Sally            |